# Adygeische Sprache
Adygeisch (Eigenbezeichnung Адыгабзэ Adəgabză [aːdɨɣaːbzɐ], (Anm.) „-bze“ bedeutet „Sprache“), deutsch auch Adygejisch, seltener Adygisch, auch West-Tscherkessisch, ist neben Russisch Amtssprache der autonomen Republik Adygeja in der Russischen Föderation. Sie wird von Nachkommen der Angehörigen verschiedener westlicher Tscherkessen-Stämme in Adygeja und Umgebung als Schriftsprache verwendet: den Schapsughen, den Bschedughen, den Absachen, den Temirgojern (Tschemgujern), den Hakutschen, den Kabardinern in Adygeja (nicht in Kabardino-Balkarien und Karatschai-Tscherkessien) und anderen Gruppen. Die normierte adygeische Schriftsprache wurde 1918–38 aus dem Dialekt des Stammes der Temirgojer gebildet.
In Russland sprechen vermutlich 125.000 Menschen Adygeisch als Muttersprache, weltweit sind es an die 500.000. Die größte adygeische Gemeinde lebt mit ungefähr 277.000 Sprechern in der Türkei. Ungefähr 4.000 Tscherkessen leben in Galiläa in Israel. Die schulpflichtigen Kinder haben in den Dörfern Kfar Kama und Rehaniye auch Unterricht in adygeischer Sprache. Es gibt weitere Sprechergruppen in Syrien, Jordanien (hier auch mit muttersprachlichem Schul- und Hochschulsystem) und kleinere Gemeinschaften im Kosovo, in Süd-Serbien, im Irak und in einigen Zuwanderergemeinschaften, beispielsweise in Deutschland oder in den USA.
Adygeisch (Westtscherkessisch/Niedertscherkessisch) gehört zur Familie der nordwestkaukasischen Sprachen (adyge-abchasischen Sprachen) und wird zusammen mit dem Kabardinischen Sprache auch als „Tscherkessisch“ bezeichnet. Kabardinisch wird vornehmlich in der autonomen Republik Kabardino-Balkarien neben der balkarischen Sprache gesprochen. Weitere verwandte Sprachen sind Ubychisch, Abchasisch und Abasinisch.
Wie alle nordwestkaukasischen Sprachen weist das Adygeische einen agglutinierenden Sprachbau sowie eine hohe Zahl von Konsonanten auf. In den verschiedenen Dialekten gibt es zwischen fünfzig und sechzig Konsonanten, davon viele Ejektive. In der Mundart der Abdsachisch (Abadsechisch) existiert ein zusätzlicher, sehr seltener palataler Ejektiv.
Die Sprache wurde nach der Oktoberrevolution standardisiert und ab 1938 das kyrillische Alphabet verwendet. Zuvor war bis 1927 ein auf dem Arabischen aufbauendes Alphabet und ab 1928 ein auf dem Lateinischen basierendes Alphabet in Verwendung gewesen.

## Dialekte

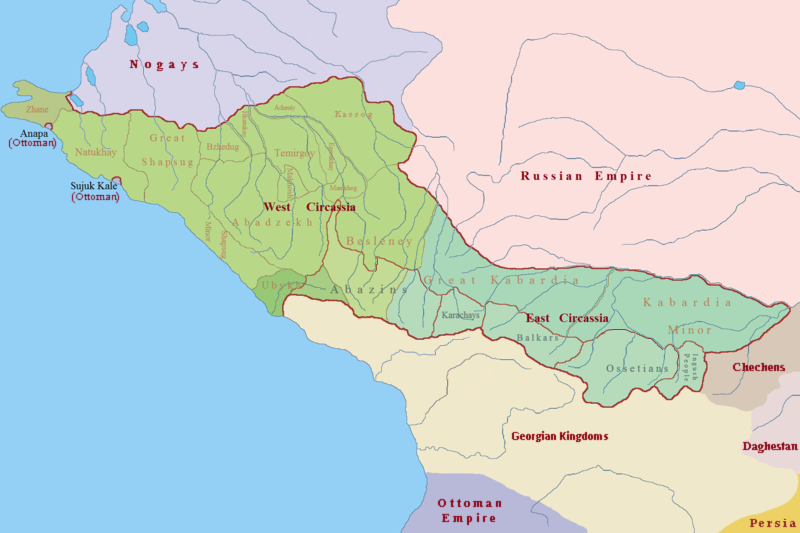
Tscherkessien um 1750 mit Namen der Stammesverbände. Heller und abgegrenzt: Gebiete anderer ethnisch-sprachlicher Gruppen; in dunklerem grün im Osten die Kabarda-Fürstentümer Große Kabardei und Kleine Kabardei, im Südwesten die anderssprachigen Ubychen und im Westen die wahrscheinlich ebenfalls anderssprachigen Schanejer. Damals existierten noch die Stämme der Adamijer und Kassogen am Kubanbogen und der Schanejer auf der Tamanhalbinsel, die es 1860 nicht mehr gab.

Vom 14. bis 18./19. Jahrhundert entstanden in jedem der tscherkessischen Stammesverbände interne Umgangssprachen, eigene Dialekte, die aber gegenseitig weitgehend verständlich waren und ein Dialektkontinuum bildeten. Einzige Ausnahme war der Tscherkessenstamm der Ubychen, die ehemals in Sotschi und Umgebung siedelten, deren mit den anderen Dialekten nicht kompatible Ubychische Sprache nicht als tscherkessischer Dialekt, sondern als separate Sprache klassifiziert wird. Mitte des 19. Jahrhunderts gab es noch zwölf tscherkessische Stammesverbände, die auch als Sterne auf der tscherkessischen Nationalflagge (gleichzeitig Flagge der autonomen russischen Republik Adygeja) verewigt sind. Diese waren von Ost nach West: die Kabardiner (meist in Kabardino-Balkarien, sie trugen historisch die einzigen tscherkessischen Staatsbildungen, die Fürstentümer der Kabarda), die Beslenejer, die Machoscher, die Jedscherichuajer und die Mamchegher, entlang des Unterlaufs des Kuban: die Temirgojer (auch und besser Tschemgujer genannt), die Hatkuajer (Hetyqwajer), die Bjjedughen (Bschedugen), die Schapsugen und die Natchuajer, südlicher, am Hauptkamm des Westkaukasus die Abadzechen oder Abzachen/Abdzachen und die erwähnten Ubychen. Die Anzahl der Sprecher der Dialekte hing von der Größe und Bevölkerungsdichte der früheren Stammesgebiete ab. Der größte Stammesverband waren die Kabardiner, dessen kabardinischer Dialekt bis heute die meisten Sprecher hat, der kleinste die Hatkuajer.
Bis Mitte des 18./Anfang des 19. Jahrhunderts existierten weitere Stämme, die sich nach verlorenen Konflikten um ihre Siedlungsgebiet zum Schutz größeren Stämmen anschlossen: die Schanejer (Zhane) auf der Taman-Halbinsel, die bei dessen Eroberung durch Kubankosaken so große Verluste erlitten, dass sich die Reste 1802 den Natchuajern anschlossen, und die Adamijer und Kassogen in der Region der Wendung des Kuban nach Westen, die Ende des 18. Jahrhunderts im Konflikt gegen vor der russischen Herrschaft fliehende Nogaier so dezimiert wurden, dass sich die Reste den Temirgojern anschlossen. Bis Anfang des 18. Jahrhunderts werden in Quellen weitere kleine Stämme erwähnt, alle im äußersten Westen: die Adaler (Inselbewohner) im Westen der Taman, die Hegaiken bei Anapa und im Hochland des äußeren Westkaukasus die Nadho und Netaho (vielleicht identisch), die Koble, die S’schchapete, die Sotochen und die Guajer und Hakutschen. Abgesehen von den letzten beiden ist aufgrund widersprüchlicher Quellenangaben unklar, ob sie früher selbstständig waren, oder Untergruppen größerer Stämmesverbände. Alle diese kleineren Stämme gingen später in die Natchuajer, Schapsugen oder Abadzechen auf. Nach zeitgenössischen Quellen (Evliya Çelebi, Sultan Khan-Giraj, Heinrich Julius Klaproth und Johann Anton Güldenstädt) sprachen die Schanejer früher, wie die Ubychen, eine von den anderen tscherkessischen Dialekten unterschiedliche Sprache. Mangels Überlieferung des Schanejischen sind keine näheren Aussagen möglich. Quellen aus dem 18. und 19. Jahrhundert berichten, dass es damals eigene Dialekte der später aufgelösten Stammesverbände gab, die heute nicht mehr gesprochen werden, wie der adalische, oder der adamijische Dialekt. Von den Dialekten dieser ehemaligen Stammesverbände ist nur der Hakutschi-Dialekt der früheren Hakutschen bis heute erhalten.
Die Verbreitungsgebiete der Dialekte veränderten sich abrupt und grundlegend mit der Deportation der großen Mehrheit der Tscherkessen um 1864, wobei rund 90 % ins Osmanische Reich, die Mehrheit der Zurückgebliebenen 10 %, besonders westliche Tscherkessen, an den Kuban deportiert wurden, über 10 % kamen dabei um (nach jüngeren Untersuchungen von vielen russischen Verantwortlichen sogar beabsichtigt, oder zumindest hingenommen, weshalb die Deportation zunehmend als Völkermord gewertet wird). Heute leben die meisten Sprecher in Nachfolgestaaten des Osmanischen Reiches, besonders in der Türkei, wo hunderte Dörfer mit tscherkessischsprachiger Bevölkerung entstanden, seit 1864 meistens in Zentralanatolien von Samsun aus nach Süden. Seit dem Verlust der osmanischen Gebiete auf der Balkanhalbinsel im Berliner Kongress 1878 und nach den Balkankriegen 1912/13 flüchteten fast alle dort angesiedelten Tscherkessen vorwiegend nach Westanatolien, nach Syrien, Jordanien und Palästina, seltener in den Irak. Nach den Deportationen veränderte sich in der Diaspora der Bestand der verwendeten Dialekte. Einige Dialekte, wie auch die eigene Sprache Ubychisch, starben aus oder verloren die große Mehrheit ihrer Sprecher, andere bestehen bis heute. Ursache dieser Verdrängungen sind die Übernahme der Umgebungssprachen, wie Türkisch oder Arabisch durch die Nachkommen, aber auch in den Siedlungsdörfern die dialektal gemischte Ansiedlung, woraufhin sich ein Dialekt als dörfliche Umgangssprache oft durchsetzte und die anderen verdrängte.
Oft werden heute nur die sechs großen, erhaltenen Dialekte mit zahlreichen Sprechern – Kabardinisch, Beslenejisch, Temirgoisch/Tschemgujisch, Abadzechisch/Ab(d)zachisch, Bjjedugisch/Bschedughisch und Schapsugisch – erwähnt, aber es sind insgesamt mehr Dialekte erhalten, einige auch nur in der Diaspora oder mit nur noch wenigen Sprechern. Größere Dialekte umfassen bis heute mehrere Subdialekte/Unterdialekte, die manchmal verschiedene Mundarten aufweisen. Sie sind nach sprachlichen Charakteristika in zwei Dialektgruppen (eine der beiden in zwei Untergruppen) klassifiziert, die zur Grundlage von zwei Literatur- und Schriftsprachen wurden: der Kabardinischen oder Osttscherkessischen Sprache und der Adygeischen oder Westtscherkessischen Sprache. Weil auch unter den westlichen tscherkessischen Gruppen, die seit 1918 die Adygeische Schriftsprache verwenden, Minderheiten mit osttscherkessischen/kabardinischen Dialekten sind, werden hier alle tscherkessischen Dialekte aufgezählt:

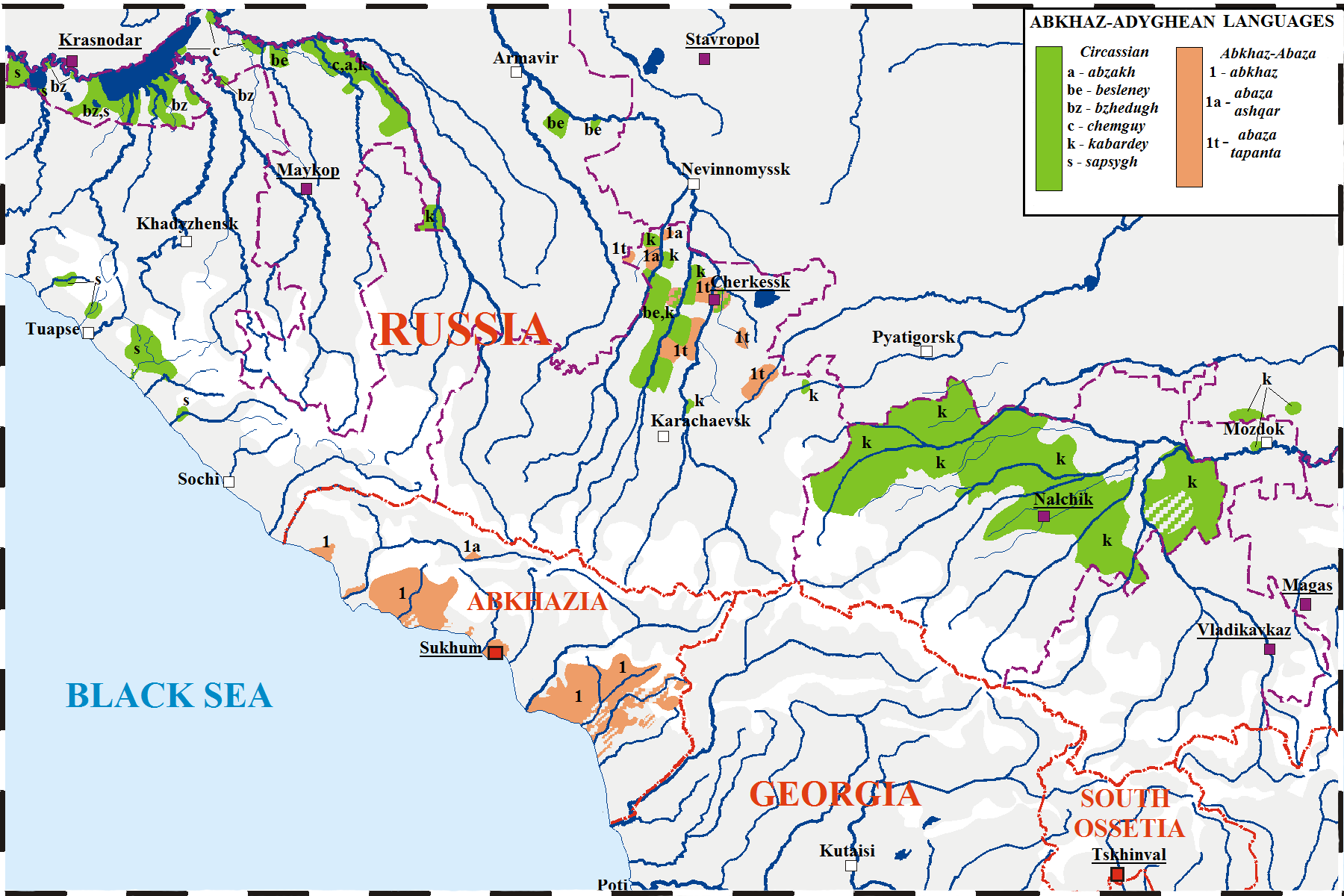
Verbreitung tscherkessischer Dialekte (grün) im Kaukasus in der Gegenwart. Karte des Linguarium-Projektes unter Juri Korjakow und Timur Majsak der Russischen Akademie der Wissenschaften und der Lomonossow-Universität Moskau.

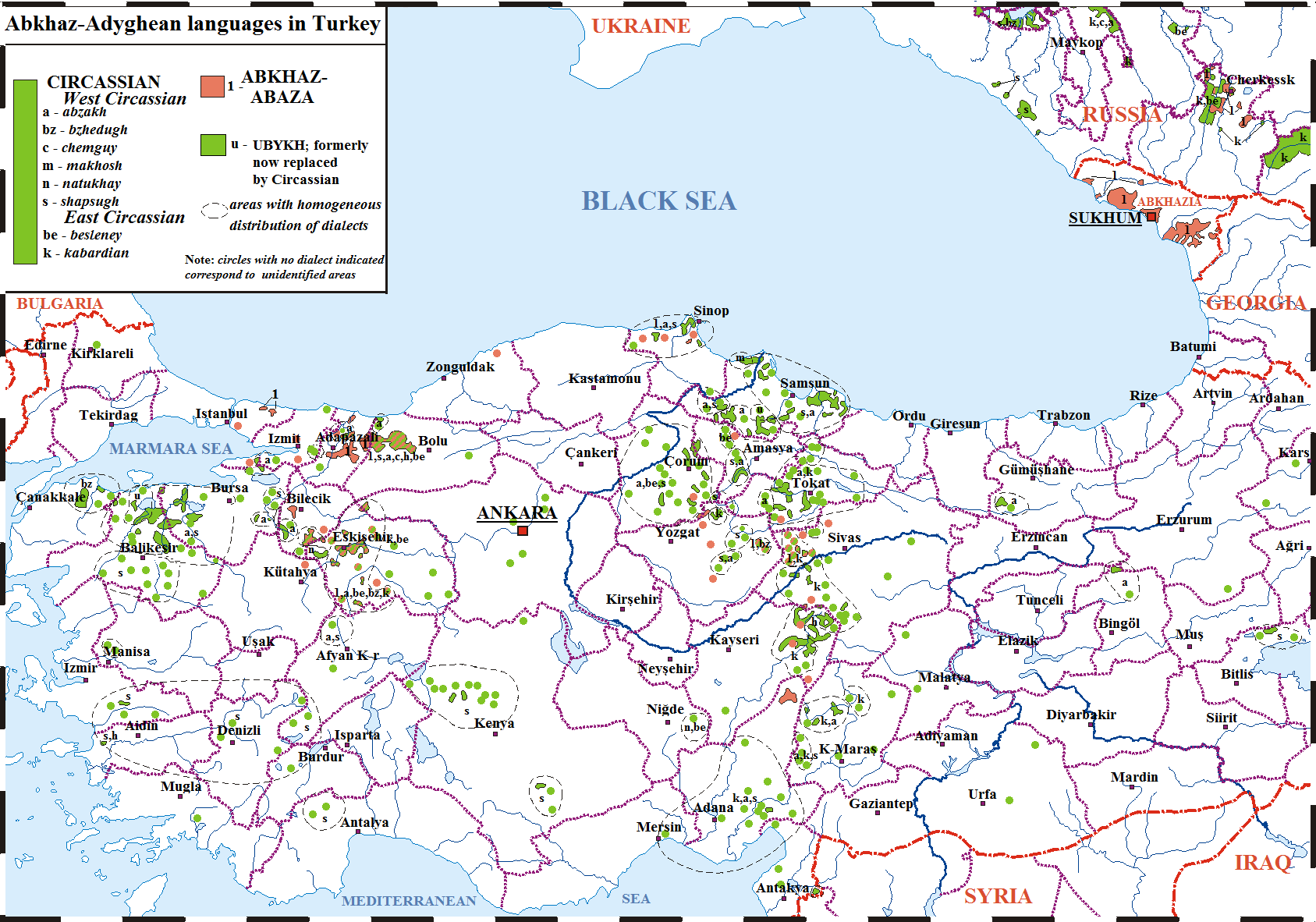
Verbreitung tscherkessischer Dialekte (grün) in der Türkei in der Gegenwart. Karte des Linguarium-Projektes unter Juri Korjakow und Timur Majsak der Russischen Akademie der Wissenschaften und der Lomonossow-Universität Moskau.

- Osttscherkessische Dialekte (auch Obertscherkessische oder Kabardinische Dialekte)
  - Kabardinisch: sprecherreichster Dialekt, vorwiegend in Kabardino-Balkarien und Karatschai-Tscherkessien und Umgebung, auch in der Diaspora zahlreich; wurde zur Grundlage der Kabardinischen Schriftsprache, die in den beiden erwähnten russischen Republiken offizielle Landessprache und Schulsprache ist,
    - Unterdialekt der Kabardei/Kabardinisch i. e. S.: Dialekt der Kabardei, des kabardinischen Siedlungsgebietes in Kabardino-Balkarien,
      - Standardkabardinisch/Literaturkabardinisch: in den 1920er Jahren entwickelte Literatur- und Amtssprache Kabardino-Balkariens,
      - Großkabardinische Mundart/Baksan-Mundart/Westkabardinische Mundart: im historischen Gebiet Große Kabardei im Westen, in der Umgebung des Baksan,
      - Kleinkabardinische Mundart/Terek-Mundart/Ostkabardinische Mundart: im historischen Gebiet Kleine Kabardei im Osten, in der Umgebung des oberen Terek,
      - Malka-Mundart/Nordkabardinische Mundart: in der Umgebung des Flusses Malka,

    - Mosdok-Unterdialekt: in der Umgebung von Mosdok/Nordossetien-Alanien und einigen Steppendörfern im Rajon Kursk um Kurskaja/Region Stawropol, die relativ wenigen Mosdok-Kabardiner, die Ende 18. Jahrhundert aus der Kabardei vor der Leibeigenschaft flüchteten, sind die einzige Tscherkessen-Gruppe, die vom 16. bis 19. Jahrhundert nicht zum Islam konvertierten und orthodoxe Christen sind, Mosdok-Kabardinisch hat deshalb faktisch keine Fremdwörter aus Sprachen der islamischen Welt, wie Arabisch, Persisch oder Türkisch,
    - Kuban-Selentschuk-Unterdialekt/„Tscherkessischer“ Unterdialekt: am oberen Kuban, Urup, Großen und Kleinen Selentschuk in Karatschai-Tscherkessien; eine Gruppe von Kabardinern, die zwischen 1789 und 1825 vor der russischen Herrschaft ins westliche Tscherkessien flüchteten; weil Tscherkessen allgemein im Russischen als „Adygen“ bezeichnet werden, die westlichen dagegen „Adygejer“ und jene in Kabardino-Balkarien „Kabardiner“ heißen, heißt nur die Minderheit in Karatschai-Tscherkessien in Russland offiziell „Tscherkessen“, deshalb ist dieser Unterdialekt auch als „tscherkessisch“ bekannt,
      - Standard-„Tscherkessisch“: dritte Landessprache in Karatschai-Tscherkessien, von der ebenfalls kabardinischen Varietät Standardkabardinisch in Kabardino-Balkarien nur in wenigen Begriffen unterschiedlich (ähnlich Bundesdeutsch vs. Österreichisches Deutsch),
      - Chabes-Mundart: in Chabes,
      - Abasakt-Mundart: in Abasakt, ebenfalls am Kleinen Selentschuk, leben gemischt mit Abasinen,
      - Psautsche-Mundart: in Psautsche-Dache am Kleinen Selentschuk, leben gemischt mit Abasinen,
      - Ersakon-Mundart: in Ersakon am Großen Selentschuk,
      - Perwomaiskoje-Mundart: in Perwomaiskoje/Karatschai-Tscherkessien,

    - Kuban-Unterdialekt: in vier Dörfern in Adygeja, wanderten ebenfalls 1780–1822 aus der Kabardei nach Westen und wurden 1864–68 an den unteren Kuban deportiert; Schriftsprache ist Adygeisch, nicht Kabardinisch, welche Einfluss auf den kuban-kabardinischen Subdialekt hat,
    - Unterdialekte und Mundarten der Diaspora: relativ zahlreich besonders in Zentralanatolien (Regionen Kayseri, Tokat, Aydın, Sivas) und Syrien, Jordanien; nicht flächendeckend-systematisch, eher punktuell erforscht, zeigen teilweise deutliche Sonderentwicklungen; während in Russland ca. 80 % der Tscherkessisch-Sprecher Kabardinisch spricht, sind es in der Türkei etwa 20 %,

  - Beslenejisch: Dialekt des Stammesverbands der Beslenejer, der sich im 15. Jahrhundert von den Kabardinern trennte, selten als kabardinischer Unterdialekt klassifiziert, ursprünglich zwischen Oberlauf von Laba und Urup, heute teils flussabwärts in Karatschai-Tscherkessien (Schriftsprache hier: Kabardinisch-„Tscherkessisch“), teils an den mittleren Kuban, Rajon Uspenski bei Uspenskoje, südlich von Armawir, Region Krasnodar und in Adygeja (Schriftsprache hier: Adygeisch); große Mehrheit flüchtete schon 1858 ins Osmanische Reich, heute in der Türkei ca. 2 % der Tscherkessisch-Sprecher mit beslenejischem Dialekt (Regionen um Çorum, Amasya, Ankara, Kırşehir, Niğde, Bolu), in Syrien und Jordanien
- Westtscherkessische Dialekte (auch Niedertscherkessische oder Adygeische Dialekte)
  - Kuban-Gruppe
    - Temirgojisch/Tschemgujisch: traditionell am höheren Unterlauf des Kuban und an der Belaja und Umgebung, 1864 z. T. etwas flussabwärts deportiert, z. T. auch in die Diaspora (um Bolu/Türkei), Temirgojisch ist die Grundlage der Adygeischen Schriftsprache, seine 54 Konsonanten, drei Vokale und sieben Diphthonge sind der exakte Lautbestand der Adygeischen Sprache.
      - Adygeische Standardsprache/Literatursprache: in den 1920er Jahren etablierte Schrift-, Schul- und amtliche Minderheitensprache für alle Tscherkessisch-Sprecher in Adygeja und der Region Krasnodar,

    - Mochoschisch/Machoschisch/Mechweschisch: Stammesdialekt vom Oberlauf der Laba, steht dem Termigojischen nahe, das viele Machoscher übernahmen, heute ausschließlich in der Diaspora selten gesprochen (bei Samsun/Türkei),
    - Mamcheghisch †: Stammesdialekt vom Oberlauf der Belaja, übrige Sprecher übernahmen bis Ende 19. Jahrhundert das nahestehende Temirgojische,
    - Jedscher(i)chuajisch †: einst relativ häufiger Stammesdialekt an Laba und Belaja, bis Ende 19. Jahrhundert vom nahestehenden Temirgojischen verdrängt,
    - Adamijisch †: nach Auflösung des Stammesverbandes der Adamijer östlich der Temirgojer Mitte 18. Jahrhundert ausgestorben, der Dialekt ist kaum überliefert,
    - Hatkuajisch/Hetyqwajisch: Stammesdialekt der Hatkuajer/Hetyqwajer, ein relativ kleiner Stammesverband im Mündungsgebiet von Balaja und Pschisch in den Kuban, ging bis Anfang 20. Jahrhundert meistens ins Temirgojische/Tschemgujische auf, ausschließlich in der Diaspora noch (um Bolu und Kayseri in der Türkei) erhalten, etwa 3 % der Tscherkessisch-Sprecher in der Türkei,
    - Bjjedughisch/Bschedugisch: Dialekt eines ursprünglich mittelgroßen Stammesverbands am unteren Kuban, westlich der Hatkuajer, heute noch häufiger in Adygeja, südlich des Stausees des Kuban, auch in der Diaspora vorkommend, wie in der Türkei (hier ca. 3 % der Tscherkessisch-Sprecher, Regionen Eskişehir, Çanakkale und Afyonkarahisar),
    - Abadsechisch/Ab(d)zachisch: Dialekt eines ursprünglich großen Stammesverbands auf der nordöstlichen Landseite des Westkaukasus-Hauptkamms zwischen den Flüssen Belaja im Osten und Psekups im Westen, gingen fast alle in die Diaspora, heute allein in der Türkei ca. 40 % aller Tscherkessisch-Sprecher (Regionen um Samsun, Tokat, Balıkesir, Çorum, Sinop, Bursa), in Adygeja nur in dem Dorf Schowgenowski, meist nur noch von älteren Menschen gesprochen, hat einige phonetische und grammatische Besonderheiten, weshalb es manchmal als dritter Unterzweig der westtscherkessischen/adygeischen Dialekte neben der Kuban- und Schwarzmeergruppe klassifiziert wird,

  - Schwarzmeer-Gruppe
    - Schapsugisch: Dialekt eines großen Stammesverbandes am unteren Kuban („Groß–Schapsugien“) und seit dem 17./18. Jahrhundert an der Schwarzmeerküste zwischen Gelendschik und Tuapse („Klein-Schapsugien“), heute vorwiegend und häufig in der Diaspora, ca. 20 % der Tscherkessisch-Sprecher allein in der Türkei (Regionen Balıkesir, Bursa, Samsun, Bolu); auch in Syrien, Jordanien und Israel häufig; im Kaukasus im äußersten Nordwesten von Adygeja und größere Gruppe von Dörfern bei Tuapse, deren Vorfahren sich einige Jahre im Gebirge der Deportation entzogen und ab 1869 schrittweise Erlaubnis zur Wiederansiedlung erhielten; hatte hier 1929–45 einen autonomen Nationalen Kreis mit schapsugischer Schriftsprache mit 69 Buchstaben (statt 66), unterscheidet sich in Lexik und Phonologie z. T. deutlich von der Adygeisch-Temirgoischen Schriftsprache,
      - Großschapsugischer/Kuban-Unterdialekt: im Nordwesten Adygejas,
      - Kleinschapsugischer/Schwarzmeer-Unterdialekt: Dörfer im Hinterland von Tuapse und des Lasarewski Rajon (Stadtbezirk) von Sotschi,
      - Temirgoisch-Schapsugischer/Pseuschchischer Unterdialekt: nur im Kaukasus, in den Dörfern Bolschoje Pseuschcho und Maloje Pseuschcho, unter den Flüchtlingen vor der Deportation waren auch einige Temirgojer/Tschemgujer und Sprecher benachbarter Kuban-Dialekte, die sich in den beiden Dörfern mit Schapsugen gemischt ansiedelten und einen temirgojisch-schapsugischen Mischdialekt ausbildeten,
      - Hakutschi-Dialekt, fast †: in Dörfern an den Flüssen Asche und Schache im nördlichen Sotschi-Gebiet, die Hakutschen waren einer der kleineren Stämme, die vor Ankunft der Schapsugen in der Küsten- und Gebirgsregion Klein-Schapsugiens lebten und in die Schapsugen aufgingen, ihr Dialekt hat sich erhalten, hatte aber Ende 20./Anfang 21. Jahrhundert nur sehr vereinzelte Sprecher,
      - Unterdialekte und Mundarten der Diaspora: wie alle Diaspora-Dialekte eher punktuell erforscht, z.B:
        - Mundart von Kfar Kama (Israel): sehr ausführlich dokumentiert und erforscht,

    - Natchuajisch/Natuchajisch: ehemals am Kuban-Delta und der Küste von Anapa bis Gelendschik, manchmal als schapsugischer Unterdialekt klassifiziert, nur noch selten, allein in der Diaspora, meistens ins Schapsugische bis Ende 20. Jahrhundert aufgegangen, wenige Sprecher in der Türkei (Regionen Eskişehir, Bilecik und Niğde),
    - Schanejisch †: ehemals auf der Taman-Halbinsel, in den Jahrzehnten nach Auflösung des Stammesverbandes der Schanejer 1802 verschwunden, nach Aussagen einiger Quellen könnte es eine separate, den übrigen tscherkessischen Dialekten ähnlich unverständliche Sprache gewesen sein, wie Ubychisch,
    - Adalisch †: Stammesdialekt der Adaler (turksprachig: Inselleute), die die zerklüfteten Halbinseln der westlichen Taman und die Inseln in der Straße von Kertsch bewohnten, verschwand nach Auflösung des Stammesverbandes in der zweiten Hälfte des 18. Jahrhunderts, Quellen erwähnen, dass sie einen eigenen Dialekt hatten, der nicht bekannt ist.

## Phonologie
Adygeisch ist eine ungewöhnlich konsonantenreiche Sprache, die Adygeische Schriftsprache, die auf dem temirgojischen Dialekt beruht, hat 54 bzw. 56 reguläre Konsonantenphoneme, in allen tscherkessischen Dialekten zusammen werden zwischen 60 und 70 Konsonanten, meist fast 70 gezählt, die aber in keinem Dialekt alle vorkommen. Die Zahl der Konsonantenphoneme ist in den osttscherkessischen Dialekten generell etwas geringer, als in den westtscherkessischen, was als Ergebnis jahrhundertelangen Sprachkontakts mit den ebenfalls im Fürstentum Kabarda lebenden Sprechern der konsonantenärmeren Sprachen Ossetisch (indogermanisch-nordostiranisch) und Karatschai-Balkarisch (kiptschakische Turksprache) gilt, welche im Gegenzug einige in ihren Sprachzweigen sonst nie vorkommende Konsonanten übernahmen. Die kabardinische Schriftsprache hat 60 Buchstaben, die adygeische 66, darunter 49, statt 54 Konsonanten. Der Konsonantenreichtum wird noch von verwandten nordwestkaukasischen Sprachen übertroffen, die Standardsprache des Abchasischen hat 58 Konsonanten, der Bzyb-Dialekt des Abchasischen 67 und die ausgestorbene Ubychische Sprache 80 (mit Dialekten 84) Konsonantenphoneme. (Ubychisch gilt allgemein als konsonantenreichste Sprache der Welt, mit Ausnahme jener Sprachen, die auch über Klicklaute verfügen.)
|                     |               | labial  | labial | alveolar | alveolar | alveolar | postalveolar | postalveolar | alveolo- palatal | retro- flex | velar   | velar | uvular  | uvular | pharyn- gal | glottal | glottal |
| einfach             | lab.          | einfach | sib.   | lab.     | einfach  | lab.     | einfach      | lab.         | alveolo- palatal | retro- flex | einfach | lab.  | einfach | lab.   | pharyn- gal |         |         |
| ------------------- | ------------- | ------- | ------ | -------- | -------- | -------- | ------------ | ------------ | ---------------- | ----------- | ------- | ----- | ------- | ------ | ----------- | ------- | ------- |
| Nasale              | Nasale        | m       | mʷ     | n        |          |          |              |              |                  |             |         |       |         |        |             |         |         |
| Plosive/ Affrikaten | stimmlos      | p       |        | t        | t͡s       | t͡sʷ      | t͡ʃ           |              |                  | t͡ʂ          | k (∗)   | kʷ    | q       | qʷ     |             | ʔ       | ʔʷ      |
| Plosive/ Affrikaten | stimmhaft     | b       |        | d        | d͡z       | d͡zʷ      | d͡ʒ           |              |                  |             | ɡ (∗)   | ɡʷ    |         |        |             |         |         |
| Plosive/ Affrikaten | ejektiv       | pʼ      | pʷʼ    | tʼ       | t͡sʼ      | tʷʼ      | t͡ʃʼ          |              |                  | t͡ʂʼ         | kʼ      | kʷʼ   |         |        |             |         |         |
| Frikative           | stimmlos      | f       |        | ɬ        | s        |          | ʃ            | ʃʷ           | ɕ                | ʂ           | x       | xʷ    | χ       | χʷ     | ħ           |         |         |
| Frikative           | stimmhaft     | v (∗)   |        | ɮ        | z        |          | ʒ            | ʒʷ           | ʑ                | ʐ           | ɣ       |       | ʁ       | ʁʷ     |             |         |         |
| Frikative           | ejektiv       |         |        | ɬʼ       |          |          | ʃʼ           | ʃʷʼ          |                  |             |         |       |         |        |             |         |         |
| Approximanten       | Approximanten | w       |        |          |          |          |              |              | j                |             |         | w     |         |        |             |         |         |
| Vibranten           | Vibranten     |         |        | r        |          |          |              |              |                  |             |         |       |         |        |             |         |         |

Im Gegensatz zu seiner großen Fülle an Konsonanten besitzt das Adygeische nur drei Vokalphoneme in einem vertikalen Vokalsystem:
|                        | zentral |
| ---------------------- | ------- |
| fast halb- geschlossen | ə       |
| halboffen              | ɐ       |
| offen                  | aː      |

Die verwandten Sprachen Abchasisch, Abasinisch und Ubychisch verfügen sogar nur über die beiden Basisvokale eines kurzen offenen a und den geschlossenen Schwa-Laut ə. Weil in tscherkessischen Dialekten (im Gegensatz zu den verwandten Sprachen) der Einsatz des ə und ɐ Positionsbeschränkungen unterliegt, hat sie 1960 der Linguist Aert Kuipers als monovokalische Sprache gesehen (d. h. derselbe Vokal wird in verschiedenen Positionen nur verschieden realisiert), was aber nicht zu allen Morphemen bei der gesamten Fachwelt auf Zustimmung stieß.
In den tscherkessischen Dialekten und allen nordwestkaukasischen Sprachen ist allerdings zunehmend das Phänomen der „sekundären Vokalbildung“ zu beobachten, nach dem die Vokale aː und ə in der Nachbarschaft der Gleitlaute w und j und labialisierter und palatalisierter Konsonanten allophon entweder beinahe (noch minimal, kaum hörbar diphthongisiert) oder vollständig (besonders bei hoher Sprechgeschwindigkeit, „speed vowels“) wie e, i, o oder u realisiert werden können. Dieses Phänomen, das nicht der klassischen, „richtigen“ Aussprache entspricht und nicht bei allen Sprechern vorkommt, nimmt in jüngerer Zeit deutlich zu. Die Ursache sind wohl zunehmende Sprachkontakte. Viele Tscherkessisch-Muttersprachler beherrschen in jüngerer Zeit andere Sprachen, wie Russisch, Türkisch oder Arabisch, die diese ursprünglich fremden Vokale enthalten und jüngere Entlehnungen werden nicht mehr in das traditionelle drei-Vokale-vier Diphthonge-System übertragen, sondern direkt mit e, i, o oder u gesprochen, was die Bekanntheit erhöht.
Nicht-wissenschaftliche Transkriptionsversuche verwenden diese ursprünglich fremden Vokale bereits häufig.

## Alphabet mit Aussprache

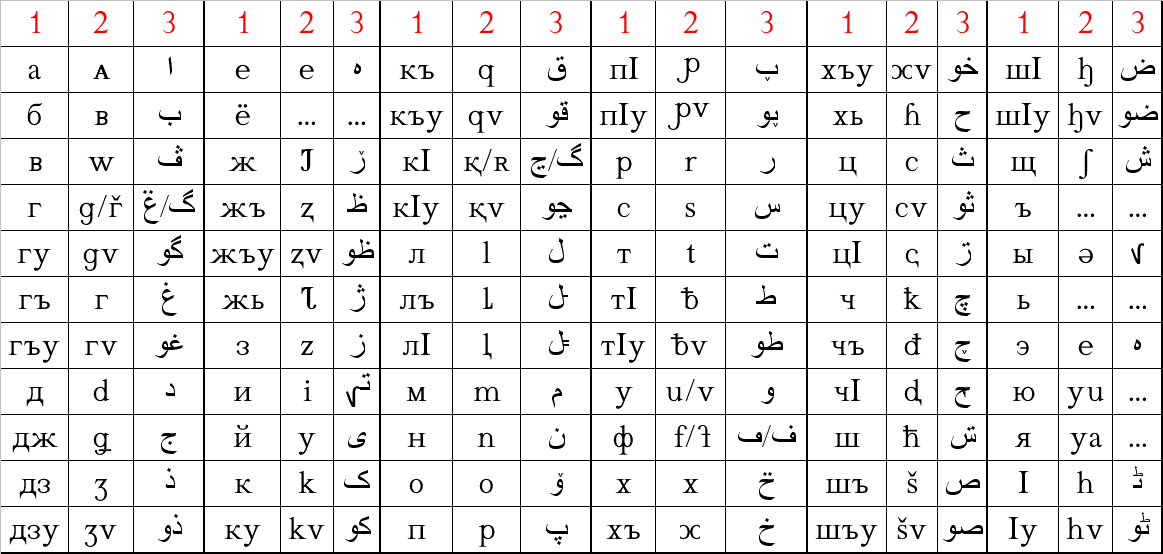
Abbildung einer Tabelle mit Darstellung des kyrillischen (Spalte 1), des lateinischen (Spalte 2) und des arabischen Alphabets (Spalte 3); es gibt sowohl im arabischen als auch im lateinischen Alphabet nur eine Glyphe je Buchstabe und daher keine Unterscheidung zwischen Groß- und Kleinschreibung.

Das adygeische Alphabet in der Standardvariante, die auf dem temirgoischen Dialekt beruht, verfügt über 66 Buchstaben. Davon sind 53 Buchstaben reguläre Konsonanten, zwei davon kommen nur in Fremdwörtern vor und stammen nicht aus dem Adygeischen (в⁠ und к⁠). Zwei Hilfszeichen sind aus dem Russischen (ъ und ь) und haben (meistens) keinen eigenen Lautwert, oft werden sie auch zu den Konsonanten gezählt. Ein weiterer Gleitlaut й (j) wird oft ebenfalls zu den Konsonanten gezählt, die daher meist mit der Zahl 56 angegeben werden. Drei Buchstaben sind Vokale (а, ы und э). Drei weitere Buchstaben, die in der kyrillischen Schrift normalerweise weitere Vokale bezeichnen, stehen im Adygeischen für Diphthonge aus Gleitlaut j/w und Vokal (и ist kein i, sondern der Diphthong [ɘj] oder [jɘ], о ist kein o, sondern der Diphthong [wɜ], seltener [ɜw] und у ist kein u, sondern der Diphthong [wɘ], seltener [ɘw]). Dazu kommen die vier schon im Russischen vorhandenen Diphthong-Buchstaben е ([jɜ], im Adygeischen auch manchmal [ɜj]), я ([jaː]), sowie nur in Fremdwörtern ё ([jo]) und ю ([ju]).
Im Unterschied zum 1918–27 verwendeten arabischen Alphabet und zum 1927–38 verwendeten lateinischen Alphabet des Adygeischen verwendet das aktuelle kyrillische Alphabet keine speziell entworfenen Sonderbuchstaben, um die zahlreichen Konsonanten zu schreiben, sondern verwendet mit Ausnahme des Ӏ (Palotschka, als einziges seltenes Sonderzeichen manchmal als 1 geschrieben) nur gebräuchliche kyrillische Buchstaben. Seltenere Konsonanten werden mit den nachgestellten Hilfszeichen ъ, ь, Ӏ und у näher bestimmt. Das Weichheitszeichen ь kennzeichnet eine „Erweichung“ des Konsonanten (meistens Palatalisierung), das Hartheitszeichen ъ bezeichnet eine Lautverhärtung (beispielsweise Plosive), das Palotschka Ӏ kennzeichnet einen mit gesprochenen Stimmabsatz (Glottisschlag) und das Hilfszeichen у kennzeichnet den mit gesprochenen Halbvokal w/u ([ʷ]). Durch dieses System ist die kyrillische Schreibung nicht nur auf einer Tastatur gängiger Größe leichter zu schreiben als das aufgegebene arabische und lateinische Schriftsystem, es ist auch durch die Klassifikation mit den Bestimmungszeichen leichter zu lesen. Wohl auch deshalb entschied sich die weit zahlreichere tscherkessische Diaspora in den 1990er Jahren für die Übernahme des kyrillischen Alphabets.
| Kyrillisch | Lautschrift (IPA) | Transliteration nach ISO 9:1995 | Transkription nach TITUS (k) | Aussprache (Audio). | Beispielwörter (aus den Aussprachedateien)                                                                   |
| --- | ----------------- | ------------------------------- | ---------------------------- | ------------------- | --- |
| А а | [aː]              | A a                             | ā                            |                     | ачъэ („Ziege“), апчъы („sie zählen“)                                                                         |
| Б б | [b]               | B b                             | b                            |                     | баджэ („Fuchs“), бэ („viel“)                                                                                 |
| В в (∗) | [v]               | V v                             | — (v)                        |                     | |
| Г г | [ɣ]               | G g                             | ɣ                            |                     | гыны („[Schieß-]Pulver“), чъыгы („Baum“)                                                                     |
| Гу гу | [ɡʷ]              | Gu gu                           | g°                           |                     | гу („Herz; Seele“), гущыӀ („Wort; Rede“)                                                                     |
| Гъ гъ | [ʁ]               | G″ g″                           | ġ                            |                     | гъатхэ („Frühling“), гъэмаф („Sommer“)                                                                       |
| Гъу гъу | [ʁʷ]              | G″u g″u                         | ġ°                           |                     | гъунэгъу („Nachbar; benachbart“), гъунджэ („Spiegel“)                                                        |
| Д д | [d]               | D d                             | d                            |                     | дыджы („bitter“), дахэ („schön, hübsch“)                                                                     |
| Дж дж | [d͡ʒ]              | Dž dž                           | ǯ′                           |                     | джан („Kleid, Hemd“), лъэмыдж („Brücke“)                                                                     |
| Дз дз | [d͡z]              | Dz dz                           | ʒ                            |                     | дзыо („Sack, Beutel“), дзын („werfen“)                                                                       |
| Дзу дзу | [d͡zʷ]             | Dzu dzu                         | ʒ°                           |                     | хьандзу („Schober, Heuhaufen“), хьандзуачӀ („Schoberboden [Unterteil des Heuschobers]“)                      |
| Е е | [ɜj] [jɜ]         | E e                             | e                            |                     | ешэн („fischen, angeln“), еплъын („ansehen, anschauen; ausprobieren“)                                        |
| Ё ё (∗) | [jo]              | Ë ë                             | — (jo)                       |                     | ёлк („Weihnachtsbaum“; von russisch ёлка)                                                                    |
| Ж ж | [ʒ]               | Ž ž                             | ž                            |                     | жэ („Mund, Maul“), жакӀэ („Bart“)                                                                            |
| Жъ жъ | [ʐ]               | Ž″ ž″                           | ẑ                            |                     | жъы („alt“), жъажъэ („behäbig, schwerfällig“)                                                                |
| Жъу жъу | [ʒʷ]              | Ž″u ž″u                         | ẑ°                           |                     | жъун („schmelzen, tauen“), жъуагъо („Stern“)                                                                 |
| Жь жь | [ʑ]               | Ž′ ž′                           | ž′                           |                     | жьыбгъэ („Wind“), жьао („Schatten, Geist; Spur“)                                                             |
| З з | [z]               | Z z                             | z                            |                     | занкӀэ („gerade, aufrecht“), зандэ („vertikal, senkrecht“)                                                   |
| И и | [ɘj] [jɘ]         | I i                             | i                            |                     | ихьан („eintreten, eindringen“), икӀыпӀ („Ausgang“)                                                          |
| Й й | [j]               | J j                             | j                            |                     | йод („Jod“), бай („reich“)                                                                                   |
| К к (∗) | [k]               | K k                             | — (k)                        |                     | кнопк („Knopf“; von russisch кнопка), команд („Mannschaft, Kommando“; von russisch команда)                  |
| Ку ку | [kʷ]              | Ku ku                           | k°                           |                     | кушъэ („Wiege“), ку („Karren, Wagen“)                                                                        |
| Къ къ | [q]               | K″ k″                           | q                            |                     | къалэ („Stadt“; von türkisch qale/arabisch قلعة, DMG qalaʿa ‚Burg, Festung‘), къэкӀон („kommen, eintreffen“) |
| Къу къу | [qʷ]              | K″u k″u                         | q°                           |                     | къухьэ („Schiff“), къушъхьэ („Berg“)                                                                         |
| КӀ кӀ | [kʼ] [tʃʼ]        | K‡ k‡                           | č̣′                           |                     | кӀымаф („Winter“), кӀыхьэ („lang, langwierig; fern“), кӀэ („Schwanz, Rute; Ende; Samen“), шкӀэ („Kalb“)      |
| КӀу кӀу | [kʷʼ]             | K‡u k‡u                         | ḳ°                           |                     | кӀон („gehen, laufen; fahren“), кӀуакӀэ („Gang, Gangart“)                                                    |
| Л л | [l]               | L l                             | l                            |                     | лагъэ („Teller“), лы („Fleisch“)                                                                             |
| Лъ лъ | [ɬ]               | L″ l″                           | ł                            |                     | лъэбэкъу („Schritt“), лъащэ („lahm“)                                                                         |
| ЛӀ лӀ | [ɬʼ]              | L‡ l‡                           | ḷ                            |                     | лӀы („Mann; Ehemann, Gatte“), лӀыгъэ („Mut, Tapferkeit“)                                                     |
| М м | [m]               | M m                             | m                            |                     | мазэ („Monat; Mond“), мэлы („Schaf“)                                                                         |
| Н н | [n]               | N n                             | n                            |                     | нэ („Auge“), ны („Mutter“)                                                                                   |
| О о | [ɜw] [wɜ]         | O o                             | o                            |                     | мощ („dies, das“), коны („[Weiden-]Korb“), о („du“), осы („Schnee“), ощхы („Regen“)                          |
| П п | [p]               | P p                             | p                            |                     | пэ („Nase, nasal“), сапэ („Staub“)                                                                           |
| ПӀ пӀ | [pʼ]              | P‡ p‡                           | ṗ                            |                     | пӀэ („Bett“), пӀэшъхьагъ („Kissen“)                                                                          |
| ПӀу пӀу | [pʷʼ]             | P‡u p‡u                         | ṗ°                           |                     | пӀун („aufziehen, erziehen, züchten“), пӀур („Zögling, Lehrling“)                                            |
| Р р | [r]               | R r                             | r                            |                     | рикӀэн („gießen, schütten“), риӀон („erzählen“)                                                              |
| С с | [s]               | S s                             | s                            |                     | сэ („ich, mich“; auch „Säbel“), сэшхо („Schaschka [tscherkessischer Säbel]“)                                 |
| Т т | [t]               | T t                             | t                            |                     | тэтэжъ („Großvater“), тэ („wir“)                                                                             |
| ТӀ тӀ | [tʼ]              | T‡ t‡                           | ṭ                            |                     | тӀы („Bock, Widder, Hammel“), ятӀэ („Erde, Boden“)                                                           |
| ТӀу тӀу | [tʷʼ]             | T‡u t‡u                         | ṭ°                           |                     | тӀурыс („bejahrt, abgewetzt“), тӀурытӀу („Paar“)                                                             |
| У у | [ɘw] [wɘ]         | U u                             | w (u) (∗)                    |                     | ушхун („glätten; strecken, begradigen“), убэн („rammen; lästern, tratschen“)                                 |
| Ф ф | [f]               | F f                             | f                            |                     | фыжьы („weiß“), фэен („wollen, wünschen“)                                                                    |
| Х х | [x]               | H h                             | x                            |                     | хы („Meer“; auch „sechs“), хасэ („Rat, Beratung, Kongress“)                                                  |
| Хъ хъ | [χ]               | H″ h″                           | χ                            |                     | хъыен („sich bewegen; zögern“), пхъэн („säen“)                                                               |
| Хъу хъу | [χʷ]              | H″u h″u                         | χ°                           |                     | хъун („werden, geschehen“), хъурай („kreisförmig, rund“)                                                     |
| Хь хь | [ħ]               | H′ h′                           | ḥ                            |                     | хьэ („Hund“), хьаку („Ofen, Herd“)                                                                           |
| Ц ц | [t͡s]              | C c                             | c                            |                     | цагэ („Rippe“), цы („Fell, Wolle, Haar“)                                                                     |
| Цу цу | [t͡sʷ]             | Cu cu                           | c°                           |                     | цуакъэ („Schuhwerk, Schuhe“), цу („Stier, Ochse“)                                                            |
| ЦӀ цӀ | [t͡sʼ]             | C‡ c‡                           | c̣                            |                     | цӀынэ („feucht, nass“), цӀыфы („Mensch“)                                                                     |
| Ч ч | [t͡ʃ]              | Č č                             | čʹ                           |                     | чэфы („lustig, heiter, fröhlich“), чэты („Huhn, Henne“)                                                      |
| Чъ чъ | [t͡ʂ]              | Č″ č″                           | č                            |                     | чъыгай („Eiche“), чъыӀэ („kalt, Kälte“)                                                                      |
| ЧӀ чӀ | [t͡ʂʼ]             | Č‡ č‡                           | č̣                            |                     | чӀыпӀэ („Ort, Platz, Stelle; Gegend“), чӀыфэ („Pflicht, Schuldigkeit; Schulden“)                             |
| Ш ш | [ʃ]               | Š š                             | š                            |                     | шы („Bruder“; auch „Pferd“), шыблэ („Donner“)                                                                |
| Шъ шъ | [ʂ]               | Š″ š″                           | ŝ                            |                     | шъэ („Hundert“), шъабэ („locker; weich; zart, schwach, klein“)                                               |
| Шъу шъу | [ʃʷ]              | Š″u š″u                         | ŝ°                           |                     | шъугъуалэ („neidisch“), шъукъакӀу („wir/sie kommen“)                                                         |
| ШӀ шӀ | [ʃʼ]              | Š‡ š‡                           | ṣ̂                            |                     | шӀын („bauen, errichten, herstellen; tun, machen“), шӀэныгъ („Wissen; Wissenschaft, Forschung“)              |
| ШӀу шӀу | [ʃʷʼ]             | Š‡u š‡u                         | ṣ̂°                           |                     | шӀуцӀэ („schwarz“), шӀуфэс („Gruß, Begrüßung“)                                                               |
| Щ щ | [ɕ]               | Ŝ ŝ                             | šʹ                           |                     | щагу („Hof“), щатэ („Schaum, Sahne, Rahm“)                                                                   |
| Ъ ъ | ″                 | —                               | —                            |                     | |
| Ы ы | [ɘ]               | Y y                             | ǝ                            |                     | ыкӀи („und auch, sowie“), зы („eins“)                                                                        |
| Ь ь | [ʲ]               | ′                               | —                            |                     | |
| Э э | [ɜ]               | È è                             | ă                            |                     | Ӏэтаж („Etage, Geschoss“; von französisch étage), нэнэжъ („Großmutter“)                                      |
| Ю ю (∗) | [ju]              | Û û                             | — (ju)                       |                     | Юсыф („Joseph“), Юныс („Jona“)                                                                               |
| Я я | [jaː]             | Â â                             | — (ja)                       |                     | яй („ihre, deren“), ябгэ („übel, schlimm, böse“)                                                             |
| Ӏ (∗) | [ʔ]               | ‡                               | ʾ                            |                     | Ӏэ („Hand“), кӀасэ („spät“; auch „geliebt, beliebt“)                                                         |
| Ӏу Ӏу | [ʔʷ]              | ‡u                              | ʾ°                           |                     | ӀукӀэн („treffen, begegnen“), Ӏусын („sitzen, sitzen bleiben; brüten“), Ӏудан („Faden, Garn; Kette“)         |
| Anmerkungen: (k) Nur Kleinbuchstaben. (∗) Nur in Fremdwörtern. (∗) Auch die Palotschka besitzt genau wie die anderen Buchstaben Glyphen für den Groß- und den Kleinbuchstaben, die adygeische Schrift verwendet aber nur den Großbuchstaben. |                   |                                 |                              |                     | |

Sowohl ein Teil des arabischen als auch des lateinischen Alphabets wurde bisher nicht in Unicode festgelegt (Stand 2023, Unicode 15). Daher können beide auf modernen Computersystemen nicht vollständig in Schriftform dargestellt werden. Für beide Alphabete existieren Vorschläge für die Aufnahme der fehlenden Glyphen.

## Dialektkonsonanten
Mehrere tscherkessische Dialekte verfügen noch über weitere Konsonanten, die normalerweise nicht im Rahmen des regulären adygeischen Alphabets angegeben werden. Die hier als kabardinische Konsonanten aufgeführten Buchstaben sind Bestandteil des Alphabets der (osttscherkessischen) kabardinischen Schriftsprache, nicht der (westtscherkessischen) adygeischen Schriftsprache. Eine Minderheit der „Adygeijer“, die die adygeische Schriftsprache verwenden, spricht aber ebenfalls den kabardinischen Dialekt, weshalb diese Dialektkonsonanten in dieser Auswahl ebenfalls aufgeführt werden. Es gibt keine zwei (bekannte) tscherkessische Dialekte mit vollkommen identischem Konsonanteninventar/Konsonantensystem. Jeder Dialekt hat einige, teilweise sehr seltene, Sonderkonsonanten ausgebildet, während ihm andere, sonst manchmal häufigere, Konsonanten fehlen. Das gilt auch für die meisten Subdialekte, besonders die schapsugischen, selbst noch in der Diaspora, die erst vor über 150 Jahren entstand.
Einige der adygeischen Dialektkonsonanten sind:
| Kyrillisch | Lautschrift (IPA) | Dialekt      | Aussprache (Audio) | Beispielwörter                                                      |
| --- | ----------------- | ------------ | ------------------ | ------------------------------------------------------------------- |
| Гь гь | [ɡʲ]              | Schapsugisch |                    | гьанэ („Hemd“), гьэгун („spielen“)                                  |
| Кь кь | [kʲ]              | Schapsugisch |                    | кьэт („Huhn“), кьэн („brechen, zerbrechen“) (aW)                    |
| КӀь кӀь | [kʲʼ]             | Schapsugisch |                    | кӀьэхьы („lang“), жакӀьэ („Bart“)                                   |
| СӀ сӀ | [sʼ]              | Schapsugisch |                    | сӀэ („Name“), шӀусӀэ („schwarz“) (aW)                               |
| ФӀ фӀ | [fʼ]              | Kabardinisch |                    | фӀы („gut“), фӀыцӀэ („schwarz“)                                     |
| Ху ху | [xʷ]              | Kabardinisch |                    | хуабэ („heiß“), махуэ („Tag“), хужьы („weiß“)                       |
| Чу чу | [tʃʷ]             | Schapsugisch |                    | чуакъо („Schuhe“), чу („Ochse“)                                     |
| ЩӀ щӀ | [ɕʼ]              | Kabardinisch |                    | щӀалэ („Junge, junger Mann“) (nPh)                                  |
| Ӏь | [h]               | Abzachisch   |                    | Ӏьалэ („Junge, junger Mann“), хьаӀьэ („Gast“), маӀьэ („wenig“) (aW) |
| Anmerkungen: (aW) andere Beispielwörter im Audio gesprochen, nur das erste Beispielwort (direkt nach Aussprache des Phonems) mit ersten Wort der Spalte identisch (nPh) nur Phonem allein im Audio gesprochen, nicht die Beispielwörter |                   |              |                    |                                                                     |